# Suhum
Suhum is een plaats in Ghana (regio Eastern). De plaats telt 31 044 inwoners (census 2000).